# خزانة المواد الكيميائية

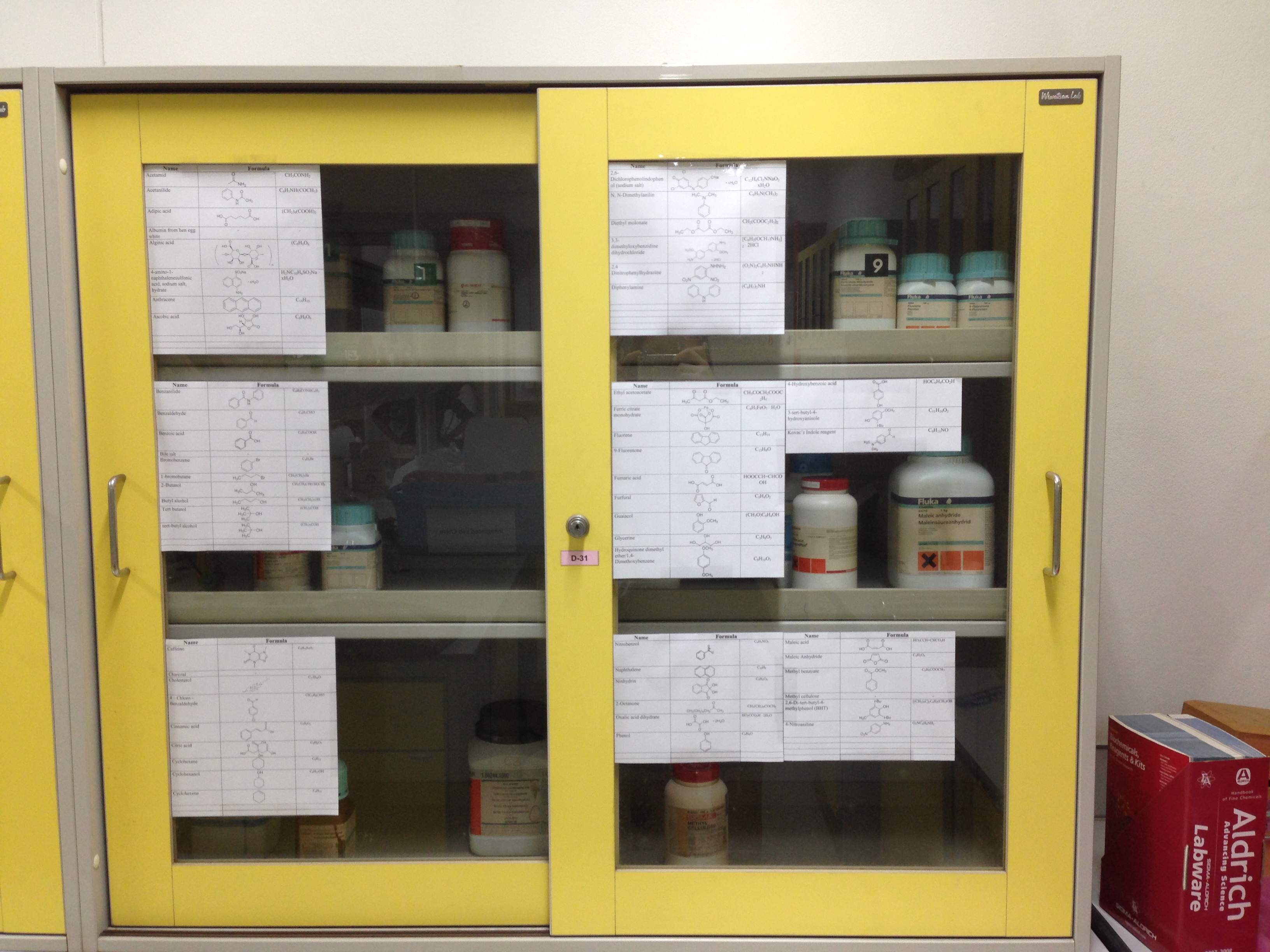
خزانة تخزين المواد الكيميائية

خزانة المواد الكيميائية هي خزانة المواد الكيميائية للمواد الخطيرة المحددة أو المواد المحفوظة لتخزينها في خزينة للمواد الكيميائية، أو كبينة مصممة للمواد الكيميائية مصممة لحفظها والحفاظ على درجة حرارتها، أو اجهزة شبيهة لهذه.
أجهزة تخزين المواد الكيميائية عادة توجد في مكان العمل الذي يتطلب فيه استخدام مواد كيميائية خطيرة وغير خطيرة. التخزين المناسب للمواد الكيميائية امر في غاية الاهمية لسلامة العاملين ولسهولة الوصول اليها. . إذا لم يتم تخزين المواد الكيميائية بالشكل الصحيح من الممكن ان يؤدي إلى خلق مخاطر تتعلق بالسلامة في موقع العمل، منها انبعاث الحريق أو |الحرارة والانفجار وتسرب الغازات السامة
خزانات تخزين المواد الكيميائية عادة تستخدم لتخزين كميات صغيرة من المواد الكيميائية بأمان داخل مكان العمل أو المختبرات لاستخدامها المنتظم. تصنع هذه الخزانات عادة من مواد مقاومة للمواد الكيميائية بداخلها وتحتوي على صينية قابلة للامتصاص
خزانات تخزين المواد الكيميائية عادة تستخدم لتخزين كميات صغيرة من المواد الكيميائية بأمان داخل مكان العمل أو المختبرات لاستخدامها المنتظم. تصنع هذه الخزانات عادة من مواد مقاومة للمواد الكيميائية بداخلها وتحتوي على صينية قابلة للامتصاص المواد المنسكبة المخازن الكيميائية هي مستودعات تستخدم بشكل كبير من قبل شركات المواد الكيميائية أو الأدوية لتخزين المواد الكيميائية السائبة في الولايات المتحدة، ويجب الكشف عن تخزين ومعالجة المواد التي يحتمل أن تكون خطرة.

## مبادئ
يعد وضع العلامات بشكل صحيح امرا مهمًا لضمان عدم التعرف على المواد الكيميائية بشكل خاطئ، وهو أمر أساسي لامن والسلامة. على سبيل المثال، لا يُنصح عمومًا بتنظيم المواد الكيميائية أبجديًا، لأنه قد يؤدي إلى وضع مواد كيميائية غير متوافقة بالقرب من بعضها البعض، لانه من الممكن ان يؤدي إلى حدوث تفاعل خطير.
بدلاً عن ذلك، يجب تخزين المواد الكيميائية وفقًا لتفاعلها وخواصها الأخرى. وعلى سبيل المثال، القواعد والاحماض غير متوافقة ويجب تخزينها بشكل منفصل، في حين ذلك يمكن الاحتفاظ بالصوديوم والبوتاسيوم معًا لأن كلاهما يتفاعل مع الماء ولكن ليس لهما أي خطر إضافي عند وضعه مع بعضهما البعض. الأمم المتحدة لديها نظام منسق عالميًا لتصنيف المواد الكيميائية وتسميتها وباختصار (GHS) هو نظام دولي أنشأته الأمم المتحدة لتصنيف المواد الكيميائية. صحيفة بيانات السلامة محددة (SDS) أو صحيفة بيانات سلامة المواد (MSDS) وتصنف خصائص ومخاطر المواد الكيميائية.
يمكن أن يشكل التخزين غير الضروري لكميات كبيرة من المواد الكيميائية خطراً إذا تجاوزت الكمية الحدود المسموح بها في الحد المسموح للجهة التوجيهية للمختبر، ويتم تجنبه من قبل أماكن العمل والمختبرات. عادة ما يتم تخزين المواد الكيميائية في مناطق باردة، بعيدًا عن مصادر الحرارة المباشرة أو الرطوبة أو الضوء ويجب فحصها بانتظام بحثًا عن انحلالها أو تلفها.

## أنواع المرافق

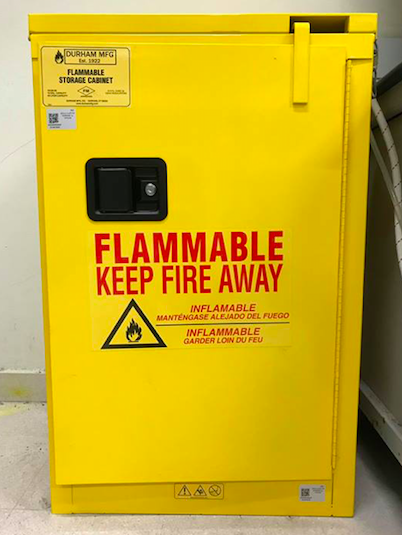
خزانة قابلة للاشتعال

بسبب الخصائص المتغيرة للمواد الكيميائية، هناك حاجة إلى العديد من أنواع المرافق المختلفة. يجب صيانة مرافق تخزين المواد الكيميائية بشكل مناسب لمنع أي خطر والتخفيف من حدته. يمكن أن يكون الانسكاب عن طريق الخطأ أو خلط المواد الكيميائية إلى حادث خطير.

### رفوف
يجب أن تكون الأرفف مستقرة وثابتة ومصنوعة من مواد متوافقة مع المواد الكيميائية المخزنة عليها، وغير محملة بما يتجاوز سعتها المقدر لها. يتم التوصية بعدم تخزين الحاويات الثقيلة على الرفوف العلياو ولا يوصى بتخزين المواد الكيميائية تحت الحوض، باستثناء عوامل التنظيف المتوافقة والمواد الكيميائية غير الخطرة.

### الخزائن
عادة ما تكون خزانات تخزين المواد الكيميائية مناسبة لفئات معينة من المواد الكيميائية. تتكون خزانات الأحماض، على سبيل المثال، من مواد مقاومة للتآكل ومحكومة لمنع تسرب الأبخرة. توصي بعض المؤسسات بصينية لاحتواء أي انسكاب وإجراء فحوصات منتظمة لأي علامة تآكل. خزانات المذيبات القابلة للاشتعال مصنوعة من خشب أو معدن متخصص قادر على مقاومة الحريق لمدة 30 دقيقة على الأقل. على سبيل المثال، السائل القابل للاشتعال هو أي سائل له نقطة وميض أقل من 93 °م (199 °ف) . تم تصميم خزانات التخزين المسببة للتآكل لتخزين السوائل المسببة للتآكل أو المؤكسدة. تحتوي على وعاء أرضي من قطعة واحدة مانعة للتسرب لاحتواء الانسكابات، ويجب تهويتها بغطاء للدخان أو نظام تهوية المختبر، كما أن الجزء الداخلي منها مصنوع من مواد مقاومة للتآكل. توفر الخزانات الخشبية قوة ممتازة لتخزين المواد المسببة للتآكل. توفر جودتها المصفحة مستوى عاليًا من المتانة الكيميائية.

### تجفيف
التجفيف هو أسلوب تخزين كيميائي يستخدم للحفاظ على الرطوبة أو تنظيمها، وعادةً ما يتم تخزين المواد الكيميائية الحساسة للرطوبة. يتم إجراء التجفيف بشكل عام باستخدام مجفف. هنالك عدة مواد مجففة بما في ذلك المجففات القياسية والأوتوماتيكية وتطهير الغاز والمجففات المسحوبة.

### التخزين البارد
يمكن استخدام الثلاجات والمجمدات لتخزين المواد الكيميائية الخطرة والقابلة للاشتعال. في معظم الحالات، يتم استخدام ثلاجات المختبرات المتخصصة لضمان عدم الوصول إلى نقطة الوميض لبعض المواد الكيميائية. بالنسبة للمواد الكيميائية القابلة للاشتعال، يجب استخدام معدات مقاومة للانفجار لأن الثلاجات العادية لها مصدر اشتعال.

## أعمال صيانة
الحفاظ على الحالة المناسبة لمناطق تخزين المواد الكيميائية يقلل من احتمالية وقوع حوادث أو إصابات في مكان العمل. على سبيل المثال، يجب أن تظل مناطق العمل دائمًا نظيفة جدا من أي اوساخ ويتم فحصها بانتظام بحثًا عن أي مخاطر مثل بقايا غير نظيفة أو عوالق موجودة.